# Julius Bagel
Julius Bagel (* 10. März 1826 in Wesel; † 10. April 1900 in Mülheim an der Ruhr) war ein deutscher Buchhändler, Verleger und Druckereibesitzer.

## Leben und Wirken
Julius Bagel war der jüngste Sohn von Johann Bagel (1775–1855) und seiner Frau Susanne Scholl (1779–1852). Sein Vater hatte in Wesel 1801 eine Buchbinderei gegründet, die nach der Erweiterung um eine Papiermühle und eine Druckerei zu einem bedeutenden mittelständischen Unternehmen anwuchs.
1854 verließ Julius Bagel das Familienunternehmen, das seit 1843 unter dem Namen „A. Bagel“ seines älteren Bruders Peter August Bagel firmierte. Er ließ sich in Mülheim an der Ruhr nieder und machte sich 1855 als Buchhändler selbstständig. 1858 erweiterte er sein Geschäft um eine Druckerei samt Verlag. Neben Geschäftsbüchern verlegte er Kinderbücher und Belletristik, etwa die deutsche Erstausgabe von Victor Hugos Les Misérables. Seit 1855 war er zudem Mitbesitzer der in Duisburg erscheinenden Rhein- und Ruhrzeitung.
Nach dem Tod seiner Frau im Jahr 1891 zog sich Julius Bagel nach und nach aus dem aktiven Geschäftsleben zurück und überließ die Firmenleitung seinem Sohn Julius Bagel junior.

## Ehe und Nachkommen
1856 heiratete er Ferdinande Dreibholtz (1836–1891). Aus der Ehe gingen vier Kinder hervor:
- Caroline Christine Clara (1856–1918) ⚭ Joseph Thyssen
- Johanna Wilhelmine Sophie (1858–1930) ⚭ Carl Roesch
- Julius (1861–1929) ⚭ Helene Winkler
- Antoinette Auguste (1865–1945) ⚭ Carl Scholten

## Weitere Quellen
- Stadtarchiv Mülheim an der Ruhr, Bestand 1550 Nr. 198
- Stadtarchiv Mülheim an der Ruhr, Bestand 1391 Nr. 6